# Samuel Nchinda-Kaya
Samuel Nchinda-Kaya, född 25 maj 1967, är en friidrottare från Kamerun. Han deltog vid olympiska sommarspelen 1988 och olympiska sommarspelen 1992.